# دی‌اس‌آروی-۲ اولون
دی‌اس‌آروی-۲ اولون (به انگلیسی: DSRV-2 Avalon) یک زیردریایی است که طول آن ۴۹ فوت (۱۵ متر) می‌باشد. این زیردریایی در سال ۱۹۷۱ ساخته شد.